# Jesús de Jaime
Chesús Anchel de Jaime Lorén (Calamocha, 1954-Pico Comunismo, 4 de agosto de 1985) fue un montañero, farmacéutico y activista español.
Como defensor de la cultura y la lengua aragonesas, fundó el Seminario de Estudios Aragoneses, fue miembro del Consello d'a Fabla Aragonesa, y dedicó buena parte de su tiempo al cultivo literario, ganando el premio Alto Aragón en 1984. Al mismo tiempo, como montañero, escaló varias cumbres importantes —la última de ellas, el pico Ismail Samani, el más alto de la antigua URSS, entonces llamado «pico Comunismo», donde perdió la vida a los 31 años—.

## Biografía
Jesús de Jaime se inició como montañero a los diecisiete años y, desde entonces, escaló las más importantes cimas de las cordilleras de los Alpes, el Atlas, el sistema Central y, especialmente, los Pirineos, de los que fue asiduo visitante como miembro del Centro Excursionista «Laguna de Gallocanta».
Licenciado en Ciencias Biológicas y en Farmacia, durante sus estudios en Valencia creó el Seminario de Estudios Aragoneses, en el que organizó un buen número de actividades. Por otra parte, en Madrid conectó con el movimiento aragonesista universitario.
Una vez establecido como farmacéutico en Valencia, siguió ampliando conocimientos en su campo profesional, haciéndose Analista Clínico y Diplomado en Óptica y Ortopedia, además de miembro de la Sociedad Valenciana de Medicina de Montaña.
Profundamente interesado por la lengua del Alto Aragón, dedicó gran parte de su tiempo a su estudio, difusión y cultivo literario. Colaboró con artículos en aragonés en diferentes periódicos y revistas. Su primera narración publicada fue As bacacions. Fue ganador del premio Alto Aragón en 1984 gracias a La finestreta’l Somardón, y obtuvo mención especial en el V Premio de Falordias en 1981 con O pecau d’Agostín. También fue miembro de pleno derecho del Consello d'a Fabla Aragonesa, asociación cultural nacida en 1976 por la defensa y la difusión del aragonés.

### Muerte en el «pico Comunismo»
El último ascenso de Jesús de Jaime fue el pico Ismail Samani por su cara sur —entonces llamado «pico Comunismo»—, ubicado en la cordillera del Pamir, el más alto de dicha cordillera y de la antigua URSS, con 7 495 m de altitud. Jesús de Jaime fue el último montañero en unirse a la expedición, llamada «ICU» —«Idiomas y Cultura»—, que contaba con once miembros más.
El 4 de agosto de 1985, a escasos metros de alcanzar la cima del Ismail Samani, Jesús de Jaime sufrió un accidente, posiblemente consecuencia de un desprendimiento, y murió a sus 31 años, siendo el único miembro de la expedición que no logró salir con vida.
Pese a las duras condiciones meteorológicas y a la falta de medios, su cadáver fue trasladado a Osh, y días después llegó a Moscú, donde fue preparado para su regreso definitivo a España.